# Sesothština
Sesothština je jihobantuský jazyk ze skupiny sotho-tswana, kterým se mluví hlavně v Jihoafrické republice, kde je jedním z 11 úředních jazyků, nadále v Lesothu, kde je národním jazykem.
Jako všechny bantuské jazyky, je sesothština jazykem aglutinačním, používá mnoho předpon, vpon a přípon pro vytvoření celých slov obsahujících všechny potřebné gramatické náležitosti.

## Klasifikace
Sesothština je jihobantuský jazyk, patřící do nigerokonžské jazykové rodiny.

## Geografie
| 0–20% 20–40% 40–60% | 60–80% 80–100% |

| <1 /km² 1–3 /km² 3–10 /km² 10–30 /km² 30–100 /km² | 100–300 /km² 300–1000 /km² 1000–3000 /km² >3000 /km² |

Zeměpisné rozložení sesothštiny v Jižní Africe: podíl populace, která mluví doma sothsky
0–20%
20–40%
40–60%
60–80%
80–100%

Zeměpisné rozložení sesothštiny v Jižní Africe: hustota doma sothsky mluvících obyvatel
<1 /km²
1–3 /km²
3–10 /km²
10–30 /km²
30–100 /km²
100–300 /km²
300–1000 /km²
1000–3000 /km²
>3000 /km²

Podle jihoafrického sčítání lidu z roku 2011 byly v Jihoafrické republice téměř 4 miliony lidí, pro které byla sesothština rodilým jazykem, což je přibližně 8 %. Většina sesothských mluvčích se nachází ve Free State a Gautengu. Sothština je také hlavním jazykem v Lesothu. Podle dat z roku 1993 byla sesothština ovládána okolo 1 493 000 lidí, což je přibližně 85 % lesothské populace. Mnoho sesothsky mluvících lidí se nachází v jihoafrických metropolích jako je Johannesburg a Pretoria.

## Příklady

### Číslovky
| Sesothsky | Česky |
| ngwe      | jeden |
| pedi      | dva   |
| tharo     | tři   |
| nne       | čtyři |
| hlano     | pět   |
| tshelela  | šest  |
| supa      | sedm  |
| robedi    | osm   |
| robong    | devět |
| leshome   | deset |